# Abai-Theater

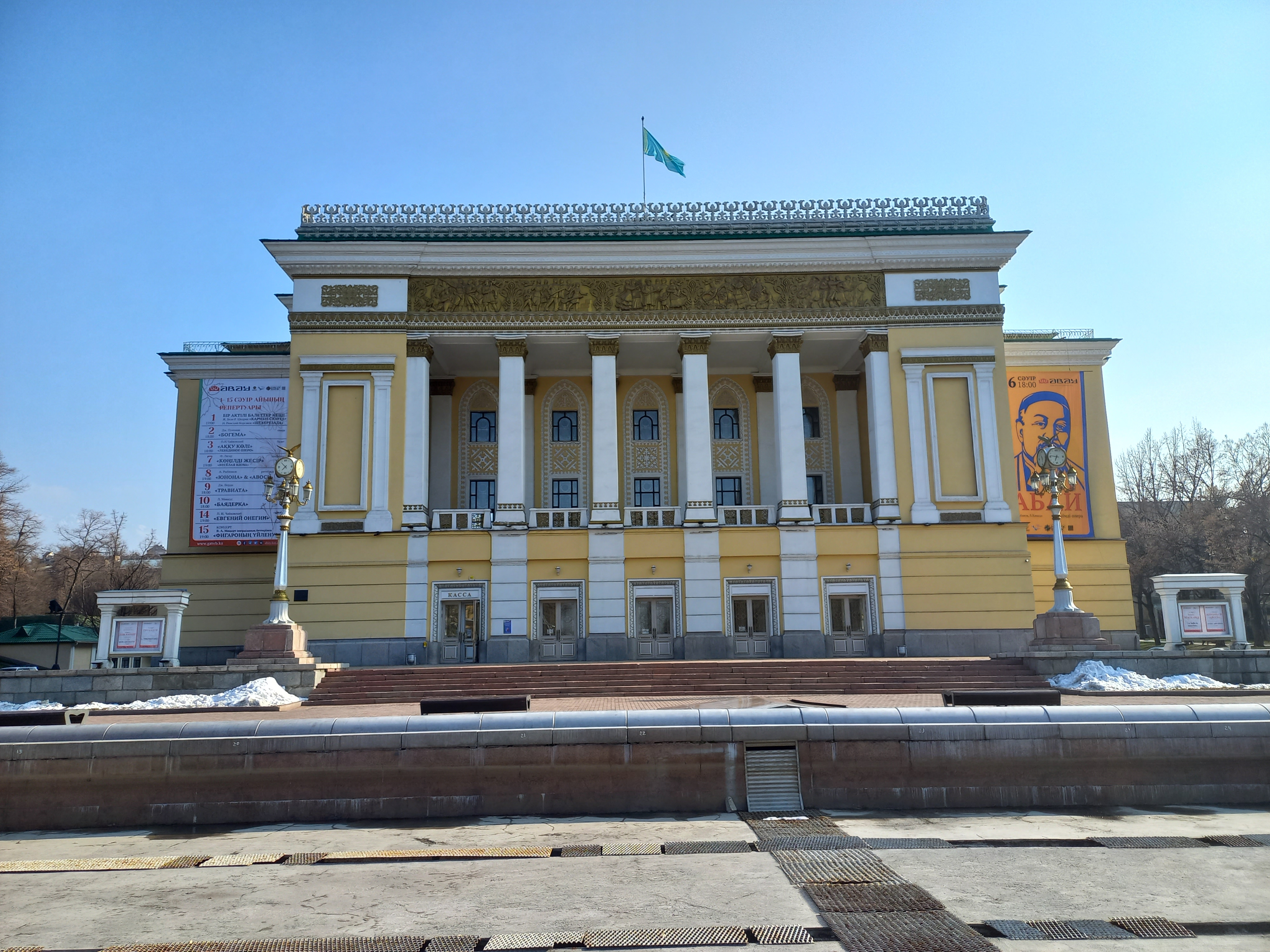
Abai-Theater

Das Kasachische Nationale Opern- und Balletttheater Abai (kasachisch Абай атындағы Қазақ ұлттық опера және балет театры Abai atyndağy Qazaq ūlttyq opera jäne balet teatry), kurz Abai-Theater, ist das Nationaltheater in der kasachischen Stadt Almaty. Benannt ist es nach dem kasachischen Schriftsteller Abai Qunanbajuly.

## Geschichte
Das heutige Opernhaus geht zurück auf die Gründung eines Musikstudios durch einen Beschluss des Volkskommissariats für Bildung der Kasachischen SSR am 29. September 1933. Das Personal bestand aus 50 Schauspielern, 20 Symphonikern und zwölf Mitgliedern des Nationalorchesters. Die erste Aufführung fand am 13. Januar 1934 mit der musikalischen Komödie Aiman-Scholpan nach dem Libretto des kasachischen Schriftstellers Muchtar Äuesow mit Musik arrangiert von Iwan Kozyk statt. Dieser Tag wird heute als Gründung des Abai-Opernhauses angesehen.
Jewgeni Brussilowski war der erste Theaterkomponist, der den Grundstein für die nationale Opernkunst in Kasachstan legte. Er komponierte die Opern „Kyz-Zhibek“ (1934), „Zhalbyr“ (1935) und „Yer Targyn“ (1936).
1935 wurde in dem Opernhaus zum ersten Mal eine Oper aufgeführt. Es war das Werk Carmen des französischen Komponisten Georges Bizet. Drei Jahre nach der Aufführung von Carmen wurde mit Tschaikowskis Schwanensee das erste Ballett am Theater aufgeführt. Seit 1937 trug das Theater den Namen Kasachisches Opern- und Balletttheater.
Im Jahr 1941 wurde das Theater mit einem Ehrentitel als akademisches Theater gewürdigt. Im selben Jahr fand am 7. November die erste Aufführung im neuen Gebäude statt. Zum 100. Geburtstag von Abai Qunanbajuly wurde das Theater im Jahr 1945 nach ihm benannt.

## Gebäude
Das markante Gebäude der Oper wurde zwischen 1936 und 1941 im Stil des Neoklassizismus errichtet. Der preisgekrönte Entwurf stammte von Nikolai A. Kruglow, die spätere Ausführung übernahmen vor allem Toleu K. Bassenow und Nikolai A. Prostakow. Während der Bauzeit wurden die Entwürfe mehrfach abgeändert, die Fassade des Gebäudes wurde an das Aussehen des Alexandrinski-Theaters in Sankt Petersburg angelehnt. Das dreigeschossige rechteckige Gebäude umfasst einen Saal mit 793 Sitzplätzen. Die Fassade ist mit gelbem Gips verkleidet, die Ornamente setzen sich durch ihre weiße Farbgebung davon ab. Zentrales Element der Fassade ist der Portikus über dem Eingang. Die seitlichen Fassaden sind mit Pilastern verziert, die die schmalen Fenster der oberen Stockwerke voneinander trennen.